# SIG 510
A SIG 510/Stgw 57 gépkarabély a neuhauseni Schweizerische Industrie Gesellschaft (SIG) által tervezett, görgőkkel késleltetett tömegzáras puska.

## Történet
A Schweizerische Industrie Gesellschaft (SIG) az ötvenes évek elején kifejlesztett egy késleltetett tömegzáras puskát. A fegyvert a svájci hadsereg több módosítás után Stgw 57 tipusjellel rendszeresítette, 1957-ben. A svájci fegyverkezési irány nem követte a második világháború után divatos köztes lőszer bevezetését. A hagyományok alapján Svájc a terepviszonyaihoz igazodva – elsősorban az Alpok gleccserei, hómezői és kopár szirtjei között vívott ütközeteket feltételezve – különlegesen magas teljesítményű, nagy találati pontosságú lövedéket követelt. A kifejlesztett köztes lőszerek teljesítménye messze elmaradt a 7,5 × 55 mm-es svájci gyalogsági lőszer mögött. Az Stgw 57 a csapatpróbák során rendkívül strapabírónak és megbízhatónak bizonyult a kemény svájci terepviszonyok között. A SIG az fegyvert a nemzetközi piacra 7,62 × 51 mm-es NATO, 7,62 × 39 mm-es szovjet és 7,5 × 55 mm-es svájci lőszert tüzelő változatban is gyártja.

## Szerkezeti kialakítása
Az Stgw 57 a német G3-hoz hasonló késleltetett tömegzárral működik, a fegyver négyszögletes keresztmetszetű tokját acélból sajtolják, a fészket, amelybe a görgők illeszkednek, nagyobb igénybevétel után cserélni lehet. Az elsütőszerkezet az FN FAL és a G3 szerkezetéhez hasonló, de az elsütőszerkezet nem a fegyver középvonalában helyezkedik el, hanem a zárvezető egy L alakú alkatrészére üt. A szabvány fegyver kemény gumi válltámasszal és előággyal készül, a válltámasz elhelyezése és a fegyver nagy tömege segít ellensúlyozni a hátralökést, pontosabbá teszi a fegyvert. A karabély célzóberendezése henger alakú célgömb és dioptriás irányzék.
|                        | SIG 510–1                                              | SIG 510–4                                              |
| ---------------------- | ------------------------------------------------------ | ------------------------------------------------------ |
| Kaliber:               | 7,5 mm                                                 | 7,62 mm                                                |
| Lőszer:                | 7,5 × 55 mm GP11                                       | 7,62 × 51 mm NATO                                      |
| Fegyver hossza:        | 1100 mm                                                | 1015 mm                                                |
| Csőhossz:              | 583 mm                                                 | 505 mm                                                 |
| Tömeg:                 | 5,56 kg (tár nélkül) 6,46 kg (töltött 24 db-os tárral) | 4,25 kg (tár nélkül) 4,73 kg (töltött 20 db-os tárral) |
| Tárkapacitás:          | 24 db                                                  | 20 db                                                  |
| Elméleti tűzgyorsaság: | 500 lövés/perc                                         | 600 lövés/perc                                         |
| Csőtorkolati sebesség: | 750 m/s                                                | 840 m/s                                                |
| Hatásos lőtávolság:    | 700 m                                                  | 700 m                                                  |

## Változatok
- SIG 510–1 – alapváltozat (7,5 × 55 mm GP11)
- SIG 510–2 – a SIG 510–1 kisebb tömegű változata (7,5 × 55 mm GP11)
- SIG 510–3 – szovjet 7,62 mm-es köztes lőszert használó változat (7,62 × 39 mm M43)
- SIG 510–4 – a chilei és a bolíviai hadseregben rendszeresített változat (7,62 × 51 mm NATO)
- SIG AMT – félautomata civil változat (7,62 × 51 mm NATO)
- SIG PE57 – félautomata civil változat (7,5 × 55 mm GP11)

## Külső hivatkozások
- Modern Firearms – SIG 510 gépkarabély (angol nyelvű)
- Swiss Rifles – SIG 510 fegyvercsalád (angol nyelvű)
- WaffenHQ.de – SIG 510 (német nyelvű)